# اینس ساینز
اینس ساینز گالو (تلفظ اسپانیایی: [iˈnes ˈsajns] ; متولد ۲۰ سپتامبر ۱۹۷۸) یک روزنامه‌نگار ورزشی، شخصیت تلویزیونی و مدل مکزیکی است.
اینس ساینز گالو در ۲۰ سپتامبر ۱۹۷۸ در سانتیاگو دو کوئرتارو، مکزیک به دنیا آمد. پدرش وکیل و مادرش خانه‌دار بود. او در مکزیکوسیتی با پدر و مادر و سه برادرش بزرگ شد که یکی از آنها دوقلوی او بود. اگرچه او در تعدادی از ورزش‌ها فعال بود، اما مادرش می‌خواست او زنانه‌تر باشد و او را تشویق کرد که مدلینگ را دنبال کند. او از طریق فیلمبرداری تبلیغاتی برای شرکت‌هایی مانند باکاردی، Hoteles Misión و تلسل وارد صنعت مدلینگ شد.